# Costituzione della Repubblica Popolare Cinese (1954)
La Costituzione della Repubblica Popolare Cinese del 1954 fu promulgata dal I Congresso nazionale del popolo all'unanimità il 20 settembre 1954. Fu la prima Costituzione della Repubblica Popolare Cinese.
La Costituzione stabiliva il presidente della Repubblica Popolare Cinese come capo di Stato e il Primo ministro del Consiglio di Stato come capo del governo. Il Consiglio di Stato era il massimo organo esecutivo, mentre il Congresso nazionale del popolo deteneva l'autorità legislativa. Le corti popolari avevano potere giudiziario.
Durante la Rivoluzione Culturale, la Costituzione venne modificata dal Comitato centrale del Partito Comunista Cinese all'inizio del 1970 abolendo la carica del presidente della Repubblica, passandone le funzioni cerimoniali al presidente del Congresso nazionale del popolo. Nel 1975, essa venne definitivamente rimpiazzata da una nuova Costituzione.